# Прон (Німеччина)
Прон (нім. Prohn) — громада в Німеччині, розташована в землі Мекленбург-Передня Померанія. Входить до складу району Передня Померанія-Рюген. Складова частина об'єднання громад Альтенплен.
Площа — 16,08 км2. Населення становить 2166 ос. (станом на 31 грудня 2020).

## Галерея

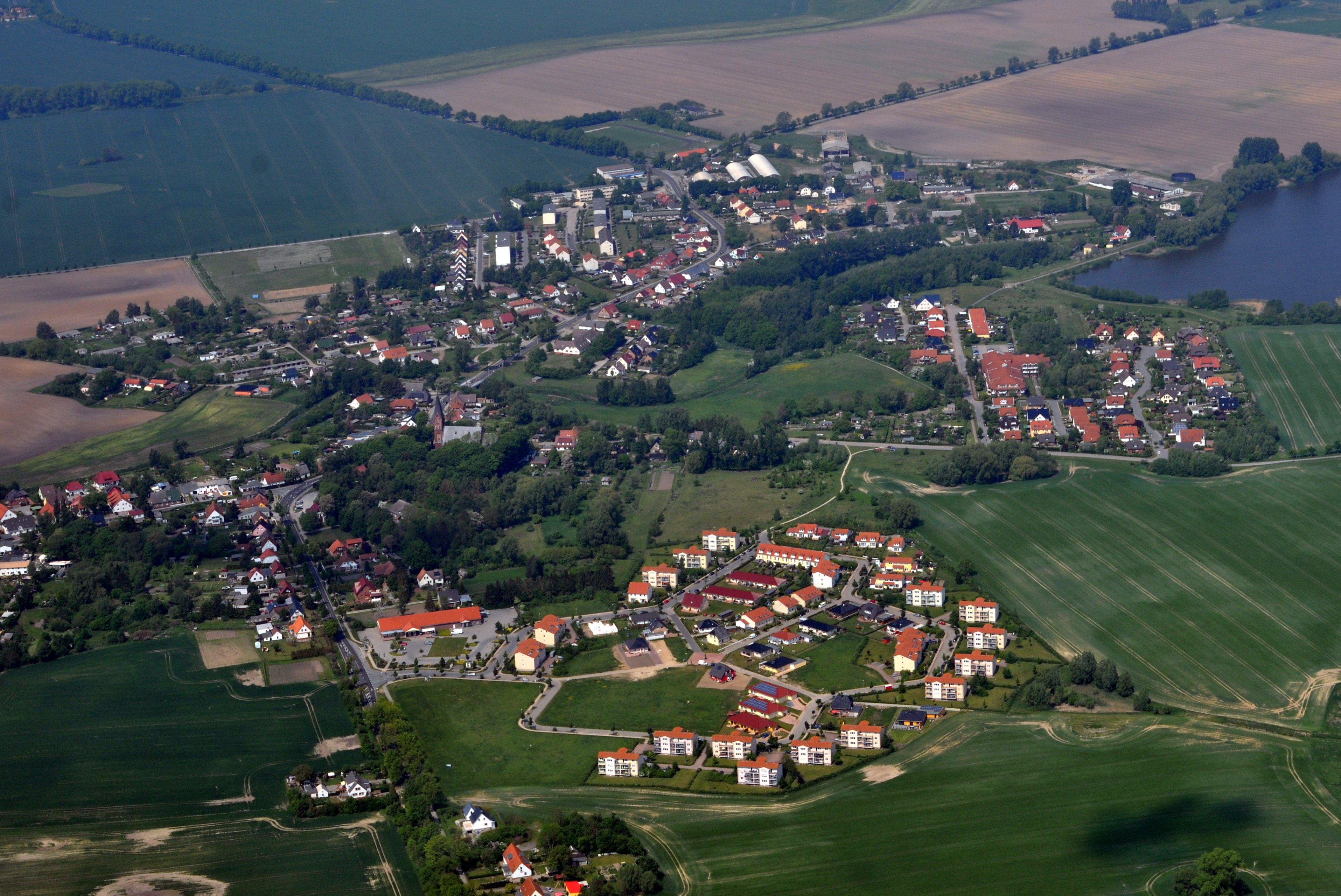